# 센타우루스자리 엡실론
센타우루스자리 엡실론(Epsilon Centauri)은 센타우루스자리에 있는 별이다. 고유 명칭으로는 비르둔 또는 알 비르드하운으로 불리며, 이는 '짐나르는 말'의 의미이다.
이 별은 세페우스자리 베타 변광성으로 4.07일 주기로 +2.29에서 +2.31까지 밝기가 변한다.